# Puchar Interkontynentalny w piłce nożnej 1967
Mecze o Puchar Interkontynentalny 1967 zostały rozegrane 18 października oraz 1 i 4 listopada 1967 pomiędzy Celtikiem Glasgow, zwycięzcą Pucharu Europy Mistrzów Klubowych 1966/67 oraz Racingiem Club, triumfatorem Copa Libertadores 1967. Racing Club wygrał rywalizację, przegrywając 0:1 w pierwszym meczu w Glasgow, wygrywając 2:1 w rewanżu w Buenos Aires oraz 1:0 w dodatkowym meczu w Montevideo.

## Szczegóły meczu

### Pierwszy mecz
| 18 października 1967 | Celtic · McNeill 69' | 1:00:0 | Racing Club | Hampden Park, Glasgow Widzów: 83.437 Sędzia: Juan Gardeazábal |
|                      |                      |        |             |                                                               |

| CELTIC GLASGOW |    |                 |
|                |    |                 |
|                |    |                 |
| BR             | 1  | Ronnie Simpson  |
| OB             | 2  | Billy McNeill   |
| OB             | 3  | Tommy Gemmell   |
| OB             | 4  | Jim Craig       |
| OB             | 5  | Bobby Murdoch   |
| PO             | 6  | John Clarke     |
| PO             | 7  | Jimmy Johnstone |
| PO             | 8  | Bertie Auld     |
| NA             | 9  | Bobby Lennox    |
| NA             | 10 | William Wallace |
| NA             | 11 | John Hughes     |
| Trener:        |    |                 |
| Jock Stein     |    |                 |

| RACING CLUB  |    |                      |
|              |    |                      |
| BR           | 1  | Agustín Cejas        |
| OB           | 2  | Roberto Perfumo      |
| OB           | 3  | Rubén Osvaldo Díaz   |
| OB           | 4  | Oscar Martín         |
| OB           | 5  | Miguel Ángel Mori    |
| OB           | 6  | Alfio Basile         |
| PO           | 7  | Norberto Raffo       |
| PO           | 8  | Juan Carlos Rulli    |
| NA           | 9  | Juan Carlos Cárdenas |
| NA           | 10 | Juan José Rodríguez  |
| NA           | 11 | Humberto Maschio     |
| Trener:      |    |                      |
| Juan Pizzuti |    |                      |

### Drugi mecz
| 1 listopada 1967 | Racing Club · Raffo 33' · Cárdenas 48' | 2:11:1 | Celtic · Gemmell 21' (k.) | Estadio Juan Domingo Perón, Buenos Aires Widzów: 70.000 Sędzia: Esteban Marino |
|                  |                                        |        |                           |                                                                                |

| RACING CLUB  |    |                      |
|              |    |                      |
| BR           | 1  | Agustín Cejas        |
| OB           | 2  | Roberto Perfumo      |
| OB           | 3  | Rubén Osvaldo Díaz   |
| OB           | 4  | Nelson Chabay        |
| OB           | 5  | João Cardoso         |
| OB           | 6  | Alfio Basile         |
| PO           | 7  | Norberto Raffo       |
| PO           | 8  | Juan Carlos Rulli    |
| NA           | 9  | Juan Carlos Cárdenas |
| NA           | 10 | Juan José Rodríguez  |
| NA           | 11 | Humberto Maschio     |
| Trener:      |    |                      |
| Juan Pizzuti |    |                      |

| CELTIC GLASGOW |    |                 |
|                |    |                 |
|                |    |                 |
| BR             | 1  | John Fallon     |
| OB             | 2  | Billy McNeill   |
| OB             | 3  | Tommy Gemmell   |
| OB             | 4  | Jim Craig       |
| OB             | 5  | Bobby Murdoch   |
| PO             | 6  | John Clarke     |
| PO             | 7  | Jimmy Johnstone |
| PO             | 8  | Bertie Auld     |
| NA             | 9  | Bobby Lennox    |
| NA             | 10 | Steve Chalmers  |
| NA             | 11 | Willie O’Neill  |
| Trener:        |    |                 |
| Jock Stein     |    |                 |

### Dodatkowy mecz
| 4 listopada 1967 | Racing Club · Cárdenas 56' | 1:00:0 | Celtic | Estadio Centenario, Montevideo Widzów: 65.172 Sędzia: Rodolfo Pérez Osorio |
|                  |                            |        |        |                                                                            |

| RACING CLUB  |    |                      |
|              |    |                      |
|              |    |                      |
| BR           | 1  | Agustín Cejas        |
| OB           | 2  | Roberto Perfumo      |
| OB           | 3  | Rubén Osvaldo Díaz   |
| OB           | 4  | Nelson Chabay        |
| OB           | 5  | João Cardoso         |
| OB           | 6  | Alfio Basile         |
| PO           | 7  | Norberto Raffo       |
| PO           | 8  | Juan Carlos Rulli    |
| NA           | 9  | Juan Carlos Cárdenas |
| NA           | 10 | Juan José Rodríguez  |
| NA           | 11 | Humberto Maschio     |
| Trener:      |    |                      |
| Juan Pizzuti |    |                      |

| CELTIC GLASGOW |    |                 |
|                |    |                 |
| BR             | 1  | John Fallon     |
| OB             | 2  | Billy McNeill   |
| OB             | 3  | Tommy Gemmell   |
| OB             | 4  | Jim Craig       |
| OB             | 5  | Bobby Murdoch   |
| PO             | 6  | John Clarke     |
| PO             | 7  | Jimmy Johnstone |
| PO             | 8  | Bertie Auld     |
| NA             | 9  | Bobby Lennox    |
| NA             | 10 | Bertie Auld     |
| NA             | 11 | John Hughes     |
| Trener:        |    |                 |
| Jock Stein     |    |                 |

| Puchar Interkontynentalny (1967) |
| -------------------------------- |
| Argentyna                        |
| Racing Club Pierwszy Tytuł       |